# Sphaeralcea angustifolia

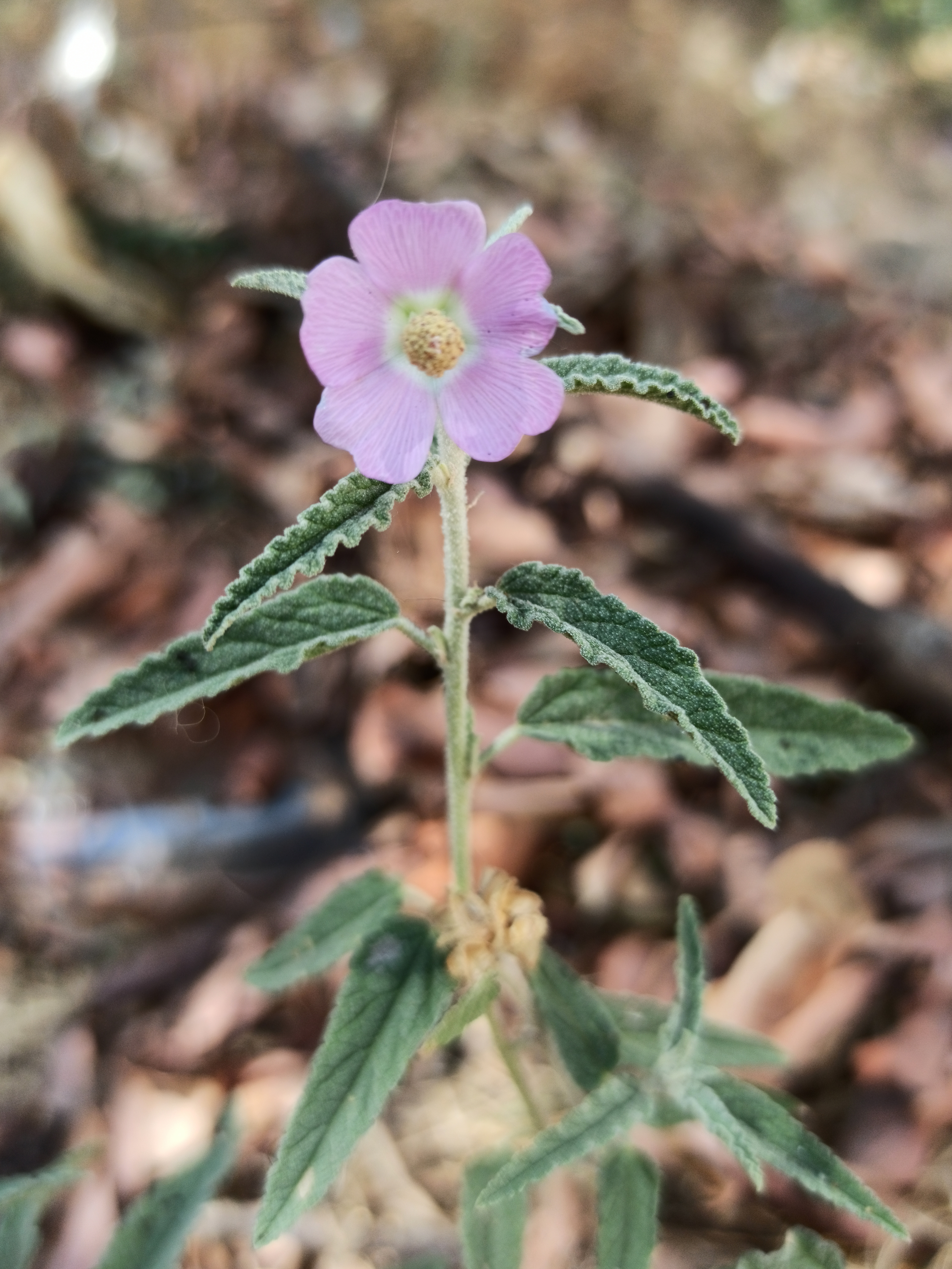
Detalle

Sphaeralcea angustifolia, comúnmente llamada hierba del negro, es una planta de la familia de las malváceas, nativa de Norteamérica.

## Descripción
Es una hierba erecta o un arbusto, con pubescencia diminuta en todas sus partes. Mide hasta 1.5 m de alto, aunque usualmente está alrededor de 1 m. Las hojas alternas, crenadas, son angostamente lanceoladas, de hasta 12 cm de largo, 4 a 6 veces más largas que anchas. La inflorescencia es una panícula angosta en forma de racimo, con hojas reducidas. Las flores, cortamente pecioladas, tienen 5 pétalos rosados a morados, raramente blancos. El fruto es un esquizocarpio globoso, generalmente envuelto en el cáliz, con 10 a 16 mericarpios que contiene cada uno entre 1 y 3 semillas.

## Distribución y hábitat
Es una especie nativa del Suroeste de Estados Unidos y del centro y norte de México, donde se encuentra en espacios abiertos de clima templado a semiárido. Es frecuente encontrarla en espacios antropizados, como a orillas de caminos, en campos de cultivo abandonados, en vías férreas etc.

## Taxonomía
Sphaeralcea angustifolia fue descrita en 1831 por George Don, sobre un basónimo de Antonio José de Cavanilles, en A General History of the Dichlamydeous Plants 1: 465.

### Etimología
Sphaeralcea: nombre genérico que significa "malva globosa", en alusión a la forma del fruto; del griego sphaera "esfera" y alkea "malva" (compárese con el género Alcea).
angustifolia: epíteto latino que significa "de hojas angostas".

### Sinonimia
- Diadesma stellata Raf.
- Malva angustifolia Cav. [basónimo][1]
- Malva longifolia Sessé & Moc.
- Malva stellata D.Dietr.
- Malvastrum angustifolium (Cav.) Hemsl.
- Malveopsis angustifolia (Cav.) Kuntze
- Phymosia cuspidata (A.Gray) Britton
- Sida stellata Torr.
- Sphaeralcea angustifolia var. cuspidata A.Gray
- Sphaeralcea angustifolia subsp. cuspidata (A.Gray) Kearney
- Sphaeralcea angustifolia var. gavisa Jeps.
- Sphaeralcea angustifolia var. lobata S.Watson
- Sphaeralcea angustifolia var. violacea Burtt Davy
- Sphaeralcea cuspidata (A.Gray) Britton
- Sphaeralcea stellata Torr. & A.Gray
- Sphaeroma angustifolium (Cav.) Schltdl.[4]

## Usos

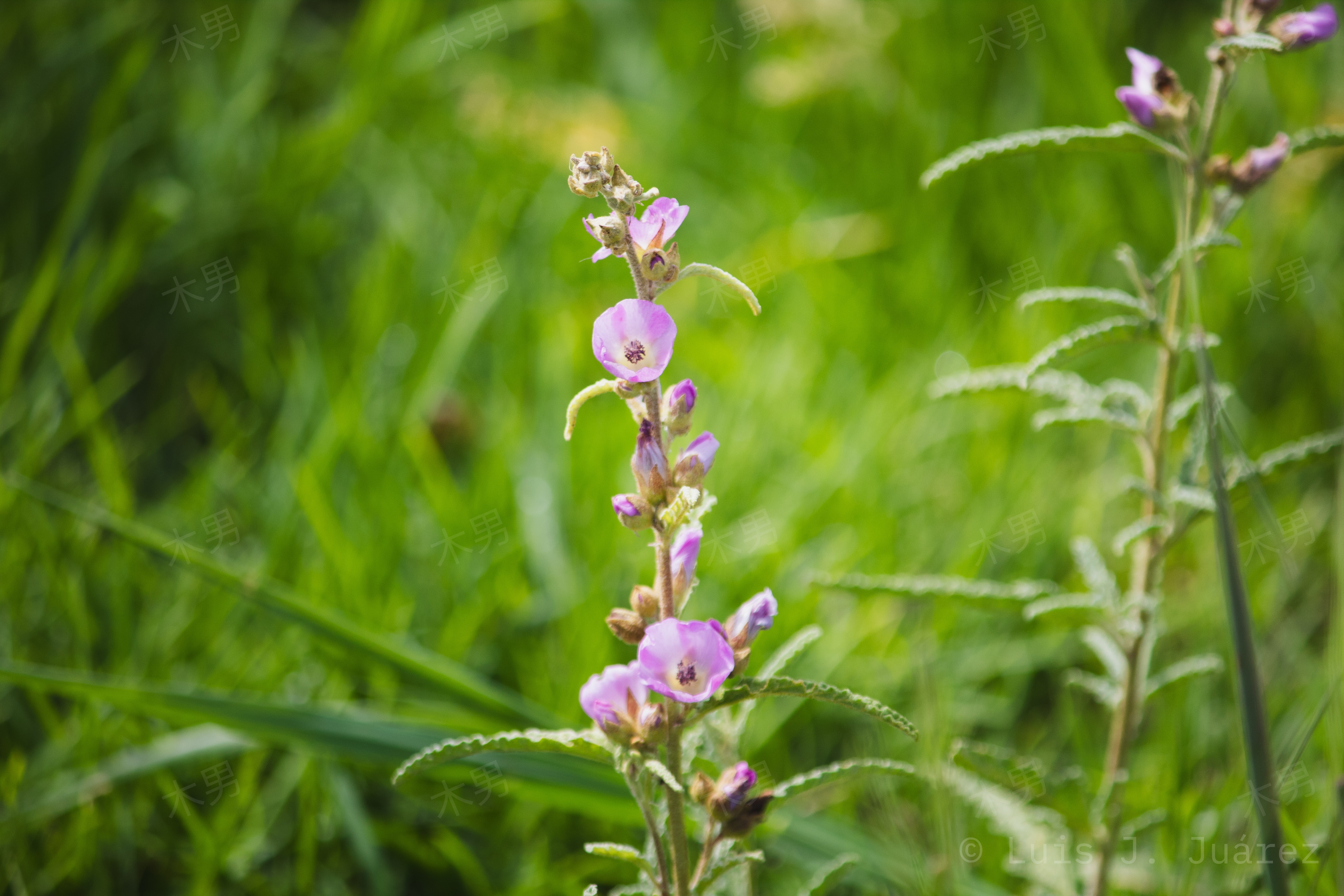
Sphaeralcea angustifolia en Tepeapulco, Hidalgo, México

En México se usa en medicina tradicional contra la disentería y como antiinflamatorio. También se emplea como ornamental en xerojardinería y en jardines para polinizadores, ya que atrae a insectos nectarívoros; en particular, es planta hospedera de la larva del hespérido Pyrgus communis.

## Nombres comunes
Hierba del negro, hierba del golpe, cardón, malvón, vara de San José.